# Bahía de Ponce de León

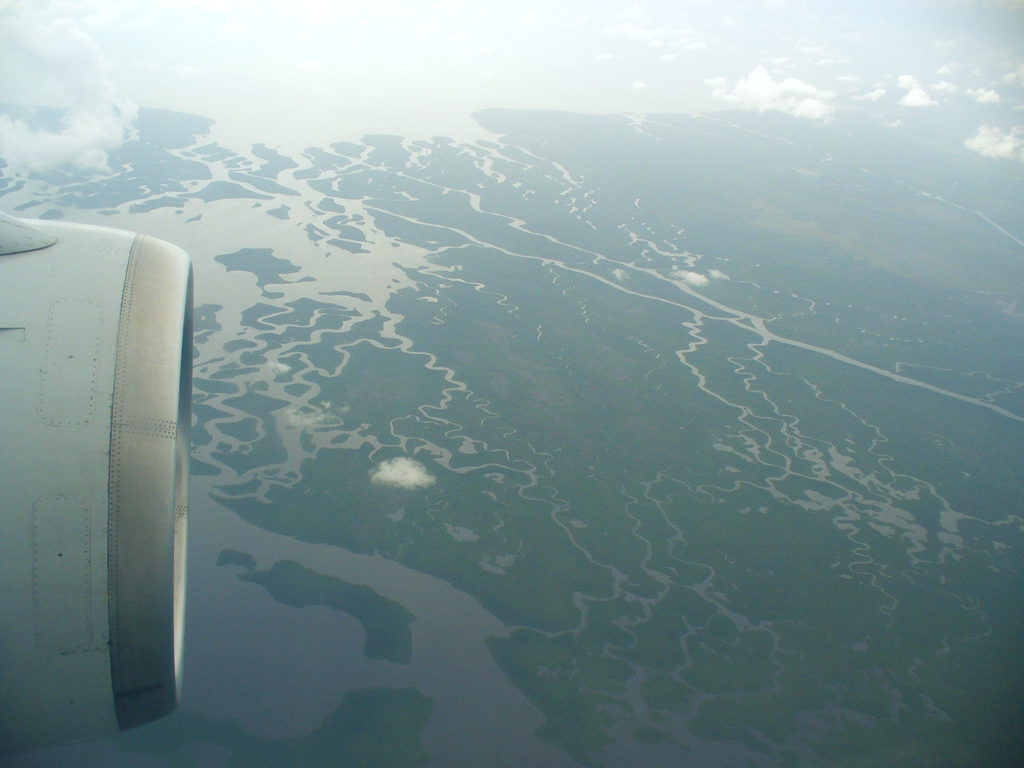
La Bahía de Ponce de León es la bahía que se aprecia en la parte superior de esta vista aérea.

La bahía de Ponce de León (en inglés: Ponce de Leon Bay) es una bahía del Golfo de México situada al suroeste de Florida (Estados Unidos). Se encuentra en el condado de Monroe, en el extremo noroeste de Cabo Sable, en el Parque nacional de los Everglades, entre el Cabo del Noroeste y Shark Point.
Lleva el nombre de Juan Ponce de León, un explorador español que fue el primer europeo en llegar a Florida.